# Metropolia Asmary
Metropolia Asmary – metropolia sui iuris Kościoła katolickiego obrządku erytrejskiego.

## Podział administracyjny
1. archieparchia Asmary
2. eparchia Barentu
3. eparchia Kerenu
4. eparchia Segheneyti